# Алдархаан
Алдархаан (монг. Алдархаан) —  сомон Завханського аймаку, Монголія. Територія 7,3 тис. км², населення 5,2 тис. Центр сомону Алдар розташований на відстані 1088 км від Улан-Батору, 35 км від міста Уліастай.

## Рельєф
Найвища точка — гора Отгон-Тенгер — 4008 м, вона розташована у зоні вічної мерзлоти. У долині Борх — піщані бархани, протікають численні річки Чигистей, Яруу, Богд, Борх, Уліастай. Багато озер. Багата флора та фауна.